# Данијел (Јута)
Данијел (енгл. Daniel) град је у америчкој савезној држави Јута.

## Демографија
По попису из 2010. године број становника је 938, што је 168 (21,8%) становника више него 2000. године.
| Група             | 2000.       | 2010.       |
| Белци             | 733 (95,2%) | 890 (94,9%) |
| Афроамериканци    | 2 (0,3%)    | 0 (0,0%)    |
| Азијати           | 4 (0,5%)    | 1 (0,1%)    |
| Хиспаноамериканци | 27 (3,5%)   | 34 (3,6%)   |
| Укупно            | 770         | 938         |